# カレッジソフトボール

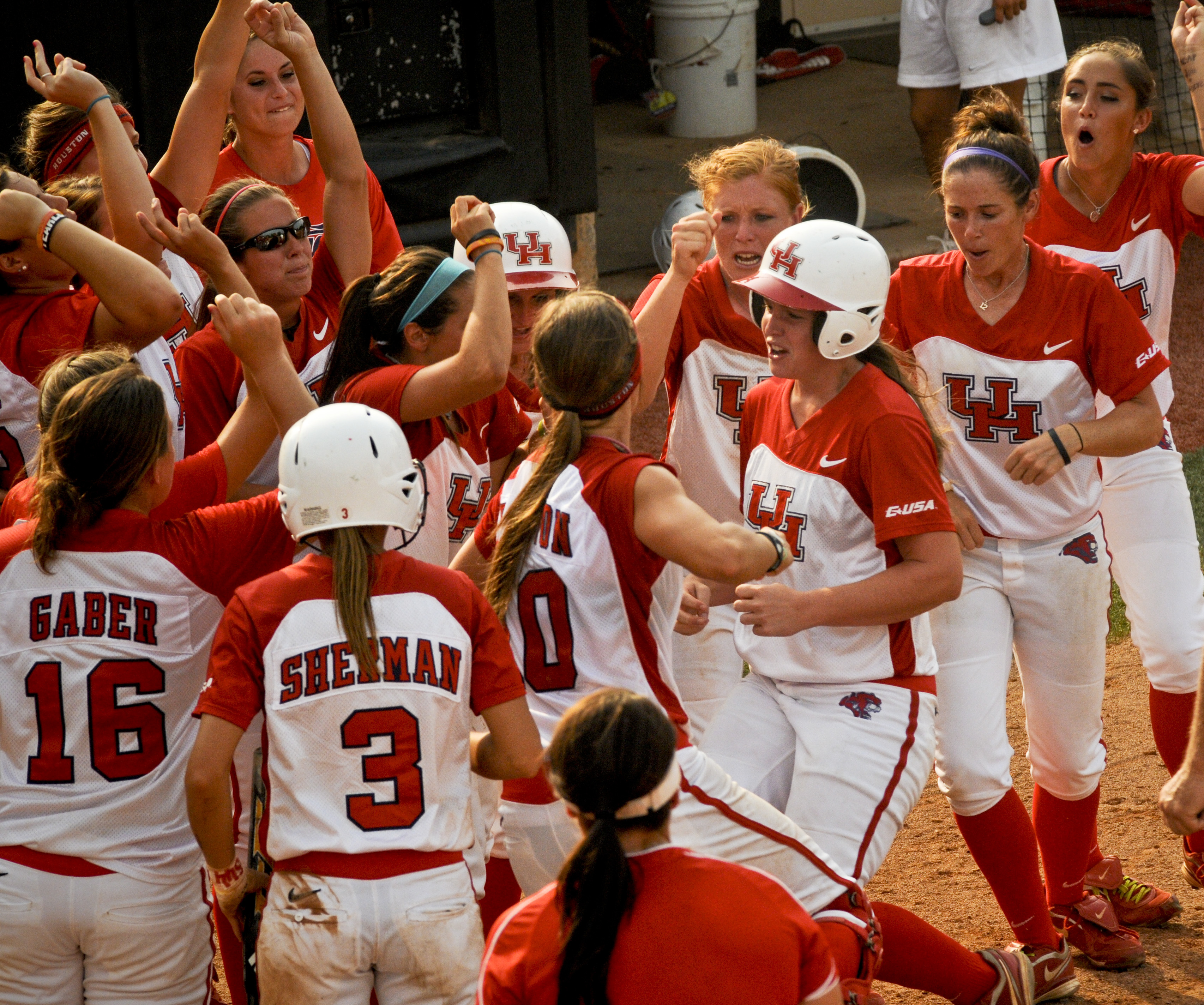
カレッジソフトボールの試合風景

カレッジソフトボール（英: college softball）は、アメリカ合衆国の大学が参加して行われるソフトボール。一般的にカレッジベースボールが男子の競技であるのに対し、カレッジソフトボールは女子の競技である。
主要大学は全米大学体育協会（NCAA）に加盟しているが、一部の大学は全米大学対抗体育協会（NAIA）に加盟している。

## NCAA

WCWSの風景 (2014年 オクラホマシティ)

全米大学体育協会（NCAA）が主催するNCAAソフトボール選手権が1982年から開催されている。競技レベルごとにディビジョンI・ディビジョンII・ディビジョンIIIに区分けされており、NCAAディビジョンIはカレッジソフトボールにおける全米最高峰リーグと見なされている。ウィメンズ・カレッジ・ワールドシリーズ（WCWS）でチャンピオンが決定する。
加盟校は通常、地域ごとのカンファレンスに所属している。カンファレンスは、ディビジョンおよび地域ごとにまとめられた基本リーグとして機能する。例年2-5月にかけて開催されるレギュラーシーズンおよび決勝トーナメントの成績によって各カンファレンスにおける優勝チームが決定する。
各カンファレンス大会を実施後、64チームが5-6月に開催される全国大会に駒を進める。そこでリージョナル、スーパーリージョナルと続く各ラウンドを勝ち抜いた8チームがウィメンズ・カレッジ・ワールドシリーズ（WCWS）に進出し、WCWSの優勝チームが全米チャンピオンとなる。WCWSは、オクラホマシティにあるアメリカソフトボール殿堂博物館に隣接するデヴォン・パークにて例年6月上旬に実施される。
なお、ウィメンズ・カレッジ・ワールドシリーズという名称の大会は、NCAA選手権が開催される以前の1969年から存在しており、アマチュアソフトボール協会（ASA）や大学対抗女子体育協会（AIAW）が主催していた。AIAW選手権は1982年まで実施されたため、1982年はNCAA選手権のウィメンズ・カレッジ・ワールドシリーズと共に2つの「ウィメンズ・カレッジ・ワールドシリーズ」が開催された。

## AIAW
大学対抗女子体育協会（AIAW）が主催するAIAW選手権が1969年から1982年まで開催されていた。なお、1979年まではアマチュアソフトボール協会（ASA）との共催であった。同大会は一般的には「ウィメンズ・カレッジ・ワールドシリーズ」の名称で知られていた。

### NCAAとの対立
従来より男子スポーツを運営してきた全米大学体育協会（NCAA）は商業的な効果が期待できない女子スポーツに関心を持っていなかったため、男子競技を主催するNCAAと女子競技を主催するAIAWとの間で棲み分けができていた。しかし女子スポーツの収益性が高まってくるとNCAAもこれに進出し、1982年に最初のNCAA選手権が開催された。1982年はAIAW選手権も従来通り開催されたが、AIAW加盟校の大半が女子競技を男子競技に合わせてNCAAに転籍したためAIAW選手権の存在意義がなくなり、翌1983年にAIAWは解散した。
NCAA選手権のファイナルラウンドにもウィメンズ・カレッジ・ワールドシリーズの名称が採用されたため、1982年はAIAW選手権（通称：ウィメンズ・カレッジ・ワールドシリーズ）と共に2つの「ウィメンズ・カレッジ・ワールドシリーズ」が開催された。

## NAIA
全米大学対抗体育協会（NAIA）が主催するNAIA選手権が1981年から開催されている。NCAAの加盟校が州を代表するような総合大学が多い一方で、NAIAはリベラルアーツ系の小規模大学が多く、競技レベルにおいても一般的にNCAAより劣るとされている。また、NCAAのようなディビジョン分けは存在しない。